# Coeficiente de temperatura
| Material   | Coeficiente a 20 °C (1/K) |
| ---------- | ------------------------- |
| Prata      | 3,8 x 10-3                |
| Cobre      | 3,9 x 10-3                |
| Alumínio   | 3,9 x 10-3                |
| Tungstênio | 4,5 x 10-3                |
| Aço        | 5,0 x 10-3                |
| Mercúrio   | 0,9 x 10-3                |
| Carbono    | -0,5 x 10-3               |
| Germânio   | -4,8 x 10-2               |

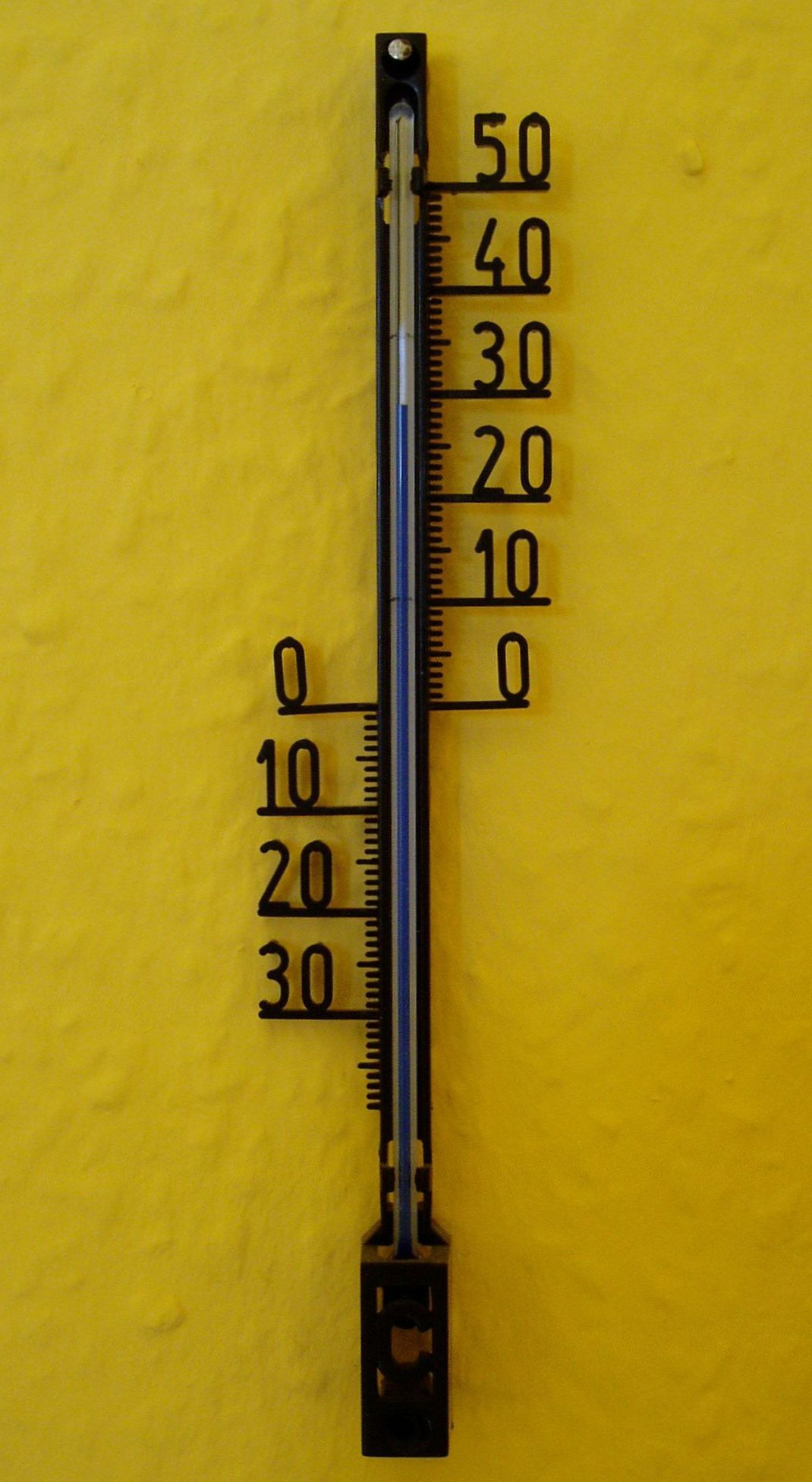
Termômetro em graus Celsius

O coeficiente de temperatura, habitualmente simbolizado como α, é uma propriedade intensiva dos materiais que quantifica a relação entre a variação da resistência elétrica de um material e a alteração de temperatura. Pode ser definido como a variação relativa do valor ôhmico da resistência correspondente a uma variação de temperatura ambiente de 1°C ou como a variação na tensão de ruptura por grau Celsius. Este coeficiente se expressa segundo o Sistema Internacional de Unidades em 1/K. Se expressa como:
{\displaystyle \alpha (T)={\frac {1}{R(T_{0})}}\cdot {\frac {\partial R(T)}{\partial T}}}
onde:
- α é o coeficiente de temperatura,[1] que pode variar com a temperatura;
- R (T) é a resistência elétrica à temperatura T
- R (T0) é a resistência elétrica à temperatura de referência T0

Se o coeficiente de temperatura é praticamente constante no intervalo de temperaturas entre T1 e T, ou seja, a resistência elétrica depende linearmente da temperatura, então pode realizar-se a seguinte aproximação:
{\displaystyle \alpha ={\frac {1}{R(T_{0})}}\cdot {\frac {\Delta R}{\Delta T}}={\frac {1}{R(T_{0})}}\cdot {\frac {R(T)-R(T_{0})}{T-T_{0}}}}